# Utricularia chrysantha
Utricularia chrysantha este o specie de plante carnivore din genul Utricularia, familia Lentibulariaceae, ordinul Lamiales, descrisă de Robert Brown. Conform Catalogue of Life specia Utricularia chrysantha nu are subspecii cunoscute.